# Mimosa chrysastra
Mimosa chrysastra är en ärtväxtart som beskrevs av George Bentham. Mimosa chrysastra ingår i släktet mimosor, och familjen ärtväxter. Inga underarter finns listade i Catalogue of Life.